# Иванаево (Янаул)
Иванаево (баш. Иванай) — упразднённая в 1938 году деревня Янаульского района БАССР, вошедшая в состав города Янаул современной Республики Башкортостан Российской Федерации.

## География
Находился к югу от станции Янаул, в одной версте от деревни Янаул по р. Аркаш

## Топоним
Первоначально известно как Юбанаево, затем как Иманаево или Иванаево.

## История
Деревня возникла как поселение башкирского племени уран. Упоминается впервые в поступной записи за 1719 год — 25 августа «ясашной башкирец Китяп Токалов дал в Бирску сию на себя запись тое ж деревни Иванаевы башкирцу Аблаю Байбюрину в том: вотчина у меня, Китяпа, с ево, Аблаевым, отцом Байбюрей вопче, бортной ухожей, и в той опчей вотчине после отца ево, Байбюри, я, Китяп, ныне ему, Аблаю, уступил опчих 2 борти дельных. А ему, Аблаю, теми бортями владеть вечно».
Следующее упоминание — 1745 год, житель д. Иванаево башкир Казанбай Ильметов вместе с другими вотчинниками д. Уртаул, Иткинеево отдали в 10-летнюю аренду свои бортные угодья по р. Каме с оброком по 50 коп. в год.
В 1842 г. засеяно 2160 пудов озимого и 2520 пудов ярового хлеба, действовали две мельницы.
В 1938 деревни Янаул, Иванаево и посёлок Красный Октябрь были объединены в рабочий посёлок Янаул.

## Население
В 1842 г. проживали 289 башкир на 40 дворах

## Инфраструктура
Основа экономики — сельское хозяйство .
В XIX веке действовали мечеть и мектебе (школа) при ней.

## Транспорт
От деревни Янаул к Иманаево шла гужевая дорога